# René Fonjallaz
René Marcellin Fonjallaz, född 1907 i Bern, död 26 december 1993, var en schweizisk bobåkare. Han deltog vid olympiska vinterspelen 1928 i Sankt Moritz och kom på åttonde plats i fyrmansbob.